# Волжский (Оренбургская область)
Во́лжский — посёлок в Курманаевском районе Оренбургской области. Административный центр Волжского сельсовета.

## История
В 1962 году указом Президиума Верховного Совета РСФСР посёлок центральной усадьбы совхоза «Волжская коммуна» переименован в Волжский.

## Население
| 2010 |
| ---- |
| 648  |

## Улицы
| - ул. Гаражная, - ул. Зерновая, - ул. Молодёжная, | - пер. Мостовой, - ул. Победы, - ул. Рабочая, | - ул. Садовая, - ул. Центральная, - ул. Южная. |